# Gavrila Derjavin
Gavrila Romanovici Derjavin (în rusă Гаврила Романович Державин, n. 3/14 iulie 1743, Suqır⁠(d), Kazan Governorate⁠(d), Imperiul Rus – d. 8/20 iulie 1816, Zvanka manor⁠(d), gubernia Novgorod⁠(d), Imperiul Rus) a fost un poet rus.